# Остријан ерлајнс
Остријан ерлајнс (енгл. Austrian Airlines) је највећа аустријска национална авио-компанија са седиштем у Бечу. Остријан ерлајнс је једна од најважнијих авио-компанија у централној и источној Европи.
Авиони Остријан ерлајнса лете 23 пута недељно на линији Беч–Београд–Беч и 12 пута недељно на линији Беч–Приштина–Беч.

## Историја
Компанија је основана 30. септембра 1957. а први лет је био 18. марта 1958. између Беча и Лондона авионом Вајкерс Висконт 779. Компанија Остријан ерлајнс (енгл. Austrian Airlines) настала је фузијом компаније Ер Острија (енгл. Air Austria) и Остријан ервејз (енгл. Austrian Airways). Летови преко Атлантика започели су 1. априла 1969. и то између Беча и Њујорка преко Брисела.

## Редовне линије
Видите: Редовне линије Остријан ерлајнса

## Флота
У следећој табели се налазе детаљи око флоте Остријан ерлајнс за април 2025.
| Тип летелице     | У служби | Број наруџбина | Кабине | Кабине | Кабине | Кабине | Кабине        | Напомене                                                                           |
| Тип летелице     | У служби | Број наруџбина | Б      | E+     | E      | Укупно | Извори        | Напомене                                                                           |
| ---------------- | -------- | -------------- | ------ | ------ | ------ | ------ | ------------- | ---------------------------------------------------------------------------------- |
| Airbus A320-200  | 29       | —              | Варира | —      | Варира | 174    | [ 7 ]         |                                                                                    |
| Airbus A320-200  | 29       | —              | Варира | —      | Варира | 180    | [ 7 ]         |                                                                                    |
| Airbus A320neo   | 5        | —              | Варира | —      | Варира | 180    | [ 8 ]         |                                                                                    |
| Airbus A321-100  | 3        | —              | Варира | —      | Варира | 200    | [ 9 ]         |                                                                                    |
| Airbus A321-200  | 3        | —              | Варира | —      | Варира | 200    | [ 10 ]        |                                                                                    |
| Boeing 767-300ER | 3        | —              | 24     | 30     | 157    | 211    | [ 11 ] [ 12 ] | To be retired by 31 December 2025.                                                 |
| Boeing 777-200ER | 6        | —              | 32     | 40     | 258    | 330    | [ 15 ]        | To be replaced by Boeing 787-9 by 2028.                                            |
| Boeing 787-9     | 2        | 5              | 26     | 21     | 247    | 294    |               | 2 were taken over from Bamboo Airways in 2024. 5 to be transferred from Lufthansa. |
| Boeing 787-9     | —        | 4              | TBA    | TBA    | TBA    | TBA    |               | To be delivered new until 2028.                                                    |
| Embraer 195      | 17       | —              | Варира | —      | Варира | 120    | [ 21 ]        |                                                                                    |
| Укупно           | 68       | 9              |        |        |        |        |               |                                                                                    |

## Услуге
Остријан управља са неколико салона у свом центру у Бечу. Постоје три бизнис, два Senator и два HON-Circle салона.
Од 2011. сви аустријски авиони породице Ербас А320 опремљени су новим седиштима и новим дизајном кабине. До септембра 2013., цела флота авиона за дуге летове (Боинг 767 и Боинг 777) такође је добила нова седишта и нови дизајн кабине. Она садржи потпуно равне кревете са пнеуматским системом и приступом пролазу са скоро сваког седишта у бизнис класи, као и нова седишта са екранима за сваког путника у економској класи.